# Kunstraum Pettneu

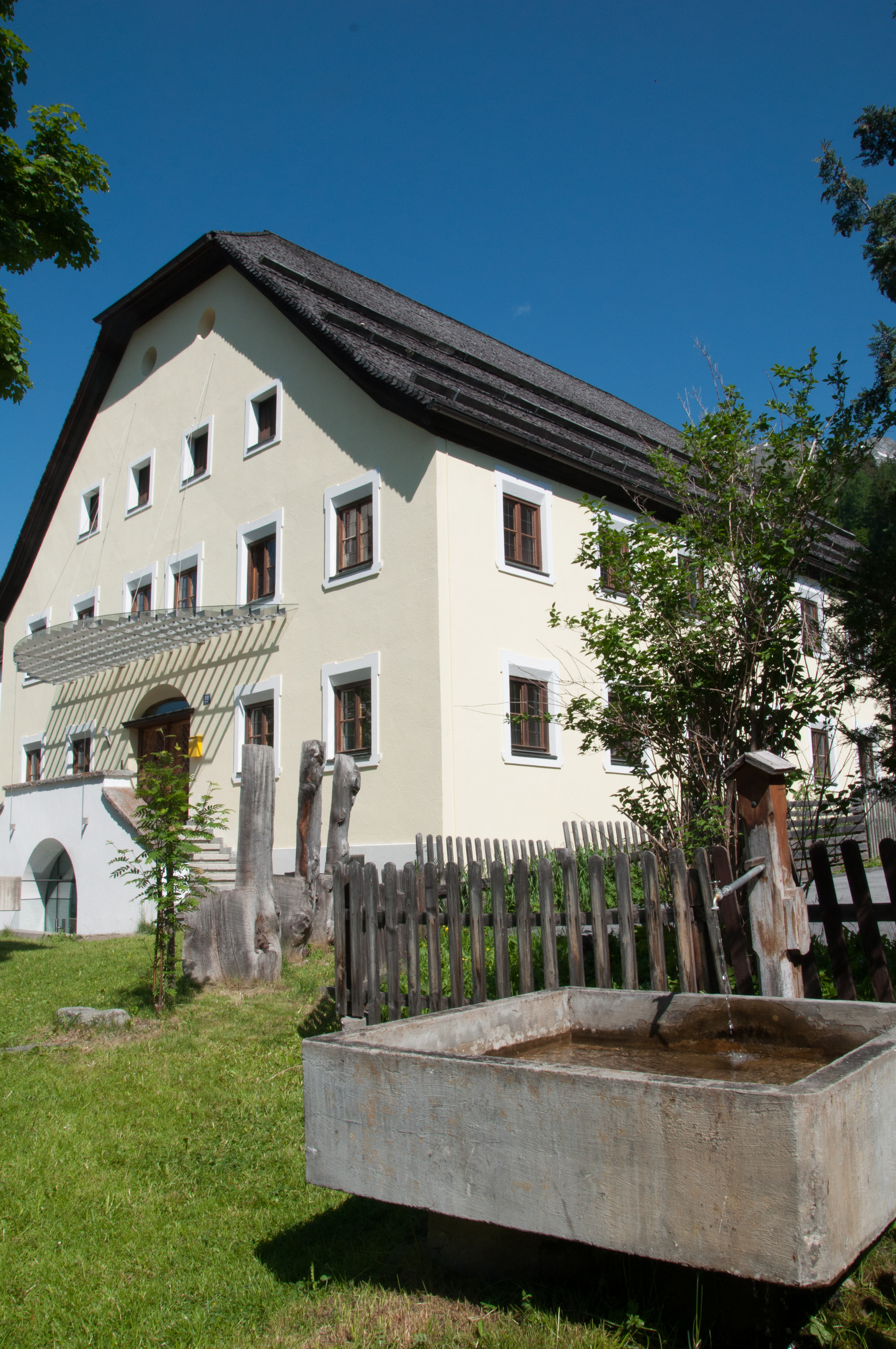
Widum, Kunstraum im Untergeschoß

Der Kunstraum Pettneu befindet sich im denkmalgeschützten Widum in der Gemeinde Pettneu am Arlberg.
Das Widum befindet sich gegenüber der Pfarrkirche Mariä Himmelfahrt. Das mächtige zweigeschoßige Mittelflurhaus hat ein steiles Krüppelwalmdach und eine stirnseitige Freitreppe.
Nach den Plänen des Architekten Reinhardt Honold wurde im Keller des Gebäudes ein Umbau zu einer Galerie durchgeführt und diese 2005 eröffnet.